# Дравиди
Дравиди су прастановници Индије и дела Пакистана, језично и етнички чине посебну породицу која се састоји од низа народа. Постоји око 220 милиона Дравида који чине већинско становништво Јужне Индије. Дравиди живе у Индији, Пакистану, Авганистану, Непалу, Малдивима, Бангладешу и Шри Ланки.
Током четвртог миленијума п. н. е. појавиле су се прве неолитске културе у долинама река Инд и Рави. Носиоци тих култура били су Дравиди. Они су у трећем веку п. н. е. развили културу у градовима Харапа на реци Рави и Мохењо Даро (Мохенџо Даро) на реци Инд. Дравиди су се бавили пољопривредом и обрадом метала. Користили су се писмом које ни до данас није одгонетнуто. Вероватно су поштовали женски култ плодности јер је нађен велики број женских кипића.

## Име
Дравидско име могло би имати корен у речи Драв или dravya, у значењу, вода и речи veed, rub, односно означава 'земљу уз воду' , или 'земљу омеђену водом' . Санскртска реч Thravidh, пре би могла имати корен у речи Дравид, него обрнуто. И у санскртском реч dravidah означава регију у јужној Индији чији су прастановници Дравиди. Удео Дравида у укупном становништву Индије износи 25% (белци 72%).

## Живот и обичаји
Дравиди су група језично сродних народа и племена који заједно са Мундама на северу чине прастановништво Индије. Слично као и Индијанци, унутар себе се разликују својим изгледом, па чак и расним типом, јер и међу њима постоје племена веома ниског раста, као што је племе Ирула, па се може закључити да је у праиндоевропска времена долазило до језичне и културне асимилације Негрита. У долинама Инда преци Дравида подигли су стотине градова који датирају из времена око 2500 година п. н. е.. Ови градови могли су имати око 30,000 до 40,000 становника и имали су систем канализација, а његови становници уживали су и у властитим купатилима. Најездом Аријаца, које данас познајемо као Хиндусе или Индијце, Дравиди су побеђени и спали су на касту Шудра (Shudra; Śūdra), са јединим правом да служе трима вишим варнама (кастама; Варнашрама дарма), то су свештеници (брахмини), племићи (kshatriya; क्षत्रिय), трговци и сељаци (vaishyja; वैश्य; vaiśya). Дравиди данас живе углавном од сточарства и земљорадње. Племе Тода развило је изразиту сточарску културу која се темељи на биволима и млеку. Међу неким заједницима раширена је полиандрија.